# جان هارگریوز (بازیکن فوتبال)
جان هارگریوز (به انگلیسی: John Hargreaves) زادهٔ ۱۳ دسامبر ۱۸۶۰ بازیکن فوتبال اهل انگلستان که سابقهٔ بازی در تیم ملی فوتبال انگلستان را در کارنامهٔ خود داشت. وی در تاریخ ۲۶ فوریه ۱۸۸۱ نخستین بازی ملی خود را در مقابل تیم ملی فوتبال ولز انجام داد و با حضور در ۲ بازی ملی، در تاریخ ۱۲ مارس ۱۸۸۱ واپسین بازی ملی‌اش را در برابر تیم ملی فوتبال اسکاتلند برگزار کرد.